# Faronta rubripennis
Faronta rubripennis är en fjärilsart som beskrevs av Augustus Radcliffe Grote och Robinson 1870. Faronta rubripennis ingår i släktet Faronta och familjen nattflyn. Inga underarter finns listade i Catalogue of Life.